# Svenja Hagenhoff
Svenja Hagenhoff (* 1971 in Münster) ist eine deutsche Wirtschaftsinformatikerin. Sie ist Inhaberin der Professur für Buchwissenschaft mit dem Arbeitsgebiet Medienwirtschaft und anwendungsorientierte Technologien an der Friedrich-Alexander-Universität Erlangen-Nürnberg.

## Leben
Nach dem Studium der Betriebswirtschaftslehre an der Georg-August-Universität Göttingen war Svenja Hagenhoff ebendort wissenschaftliche Mitarbeiterin am Institut für Wirtschaftsinformatik bei Matthias Schumann. Nach der Promotion 2001 war sie dort Leiterin der Forschergruppe Konvergente Märkte der Internetökonomie. 2007 wurde sie in Betriebswirtschaftslehre sowie Wirtschaftsinformatik habilitiert. 2004–2005 hatte sie eine Vertretungsprofessur für Wirtschaftsinformatik an der Universität Hildesheim inne. Von 2010 bis 2011 war sie Leiterin des Forschungsinstituts für Medienwirtschaft der Fachhochschule St. Pölten. Sie wurde 2011 auf die Professur für Buchwissenschaft mit dem Schwerpunkt Elektronisches Publizieren und Digitale Ökonomie an die Friedrich-Alexander-Universität Erlangen-Nürnberg berufen. Weitere Lehr- und Forschungsaufenthalte führten sie an Hochschulen in Lübeck, Los Angeles und Nanjing.

## Wirken
Durch ihre Autorenschaft am Lehrbuch Grundfragen der Medienwirtschaft, welches schon mehrere Auflagen erreicht hat, der Mitherausgabe der  Göttinger Schriften zur Internetforschung sowie als Mitglied als Editorial Board Member des International Journal of Mobile Communications zeigen ihre Bedeutung als Wissenschaftlerin auf ihrem Forschungsgebiet. Sie war auch über viele Jahre Sprecherin der Kollegialen Leitung des Departments für Medienwissenschaften und Kunstgeschichte an der Universität.

## Auszeichnungen
- Best Paper Award für den Aufsatz “Hydra – An Application Framework for the Development of Context-Aware Mobile Services”[1]

## Funktionen
- Gutachterin der Akkreditierungsagentur ASIIN
- Gutachterin der Akkreditierungsagentur ACQUIN
- Editorial Board Member International Journal of Mobile Communications
- Mitglied des Beirats des Departments Wirtschaft der Fachhochschule St. Pölten
- Mitherausgeberin der Göttinger Schriften zur Internetforschung
- Herausgeberin der Erlanger Beiträge zur Medienwirtschaft

## Mitgliedschaften
- Verband der Hochschullehrer für Betriebswirtschaft, Wissenschaftliche Kommission Wirtschaftsinformatik
- Gesellschaft für Informatik

## Projekte (Auswahl)
- Bildungsnetzwerk und Online-Masterstudiengang Winfoline: BMBF-Projekt 2002–2005
- Mediaconomy: BMBF-Projekt 2003–2007

## Schriften (Auswahl)
- mit Matthias Schumann und Thomas Hess: Grundfragen der Medienwirtschaft. Eine betriebswirtschaftliche Einführung. Springer Gabler, Berlin/Heidelberg, 5., überarb. Aufl. 2014, ISBN 978-3-642-37863-8.